# Villa Rachele
Villa Rachele è una storica residenza di Napoli.

## Storia
La villa fu costruita agli inizi del XX secolo su progetto dell'architetto Mazza.

## Descrizione
La villa monumentale di stile liberty napoletano sorge a Chiaia, in via Tasso, e fronteggia Villa Spera.
L'edificio è composto da un assetto planimetrico ad L e si eleva su tre piani da un lato e due dall'altro. La decorazione della facciata è di carattere eclettico: l'ingresso è affiancato e preceduto da un pronao con colonne ioniche e le finestre, alcune delle quali bifore, sono caratterizzate da cornici in stucco. Il pian terreno è rivestito in bugnato liscio, mentre ai piani sovrastanti il bugnato è negli angoli. Di buona fattura è la balaustra delle scale in ferro battuto.